# Seneca-effect

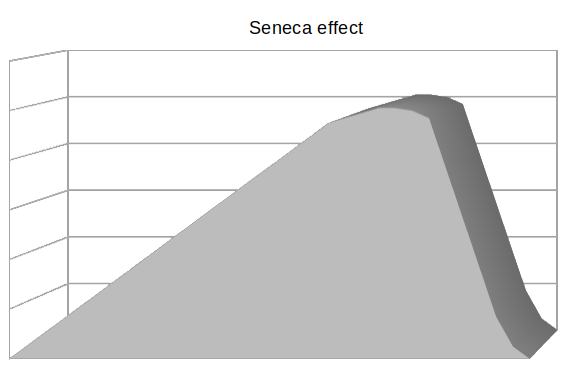
Vereenvoudigd diagram van het Seneca-effect.

Het Seneca-effect, de Seneca-klif of -instorting, is een wiskundig model dat door de Italiaanse chemicus Ugo Bardi werd ontwikkeld en een dynamiek beschrijft waarbij een fenomeen vele malen sneller afneemt dan het gegroeid is. Een extreem voorbeeld is het kaartenhuisje dat plots instort, maar veel tijd kostte om op te bouwen.    
Dit model is nauw verbonden met het werk van de Club van Rome en hun baanbrekend rapport De grenzen aan de groei uit 1972. Het wordt voornamelijk gebruikt voor het beschrijven van economische fenomenen gerelateerd aan pieken in fossiele brandstoffen, en/of vervuiling.
Het effect is genoemd naar de Romeinse filosoof Seneca die in zijn Brieven aan Lucilius schrijft “op een dag, een uur, is één moment genoeg voor het omverwerpen van (keizer)rijken” (brief 91).